# Zapora Niedzica
Zapora Niedzica (również: Zapora Czorsztyńska) – zapora wodna wybudowana w latach 1975–1997 w miejscowości Czorsztyn oraz w przysiółku Zamek, należącym do wsi Niedzica (obecnie będącym samodzielną wsią Niedzica-Zamek). Znajduje się w Pieninach, spiętrza wody Dunajca, tworząc Jezioro Czorsztyńskie.

## Historia
Budowę zapory rozpoczęto w 1975. W latach 80. i 90. XX wieku spotykała się ona z ostrymi protestami ekologów. Realizację zapory, zbiornika oraz elektrowni zakończono w 1997. W tym roku powołano również spółkę do ich obsługi. Patronem zespołu zbiorników wodnych został prof. Gabriel Narutowicz.

## Charakterystyka
Zapora Niedzica jest najwyższą w Polsce zaporą ziemną z centralnym uszczelnieniem glinowym. Jej wysokość maksymalna od chodnika galerii wynosi 56 m. Długość zapory wynosi 404 m. Korona budowli ma szerokość 7 m i jest udostępniana do ruchu pieszych oraz przejazdu pojazdów obsługi. Zapora została zbudowana z wykorzystaniem 1,7 mln m³ żwiru.
Nachylenie skarpy odwodniej zapory (od strony Jeziora Czorsztyńskiego) do poziomu 20 m wynosi 1:3,5, natomiast powyżej poziomu 20 m 1:2,25. W przypadku skarpy odpowietrznej (od strony Jeziora Sromowskiego) nachylenie jest zmienne i ma wartość od 1:2,5 do 1:1,85. Zabezpieczeniem skarpy odwodniej są płyty betonowe o grubości 30 cm, natomiast skarpy odpowietrznej – zazielenienie z instalacją do zraszania ziemi.
Wydatek przelewu stokowego zapory wynosi 975 m³ wody na sekundę, natomiast dwóch spustów dennych 360 m³ wody na sekundę. Wydatek dwóch turbin to 250 m³ wody na sekundę.
Galeria kontrolno-zastrzykowa ma długość 256,2 m i światło chodnika 3 × 3 m. Drenaż zapory odbywa się rurami o średnicy 100 cm ze studniami kontrolnymi.
Poniżej zapory znajduje się elektrownia wodna należąca do Zespołu Elektrowni Wodnych Niedzica S.A.
Zapora (podziemny tunel – galeria kontrolna zapory poprowadzona w skale, 50 m pod wodą i nasypem zapory) oraz elektrownia są udostępnione do zwiedzania z przewodnikiem.
W momencie oddania do użytku obiekt funkcjonował w ramach Zespołu Zbiorników Wodnych Czorsztyn-Niedzica i Sromowce Wyżne im. Gabriela Narutowicza, który został w późniejszym okresie przekształcony w Zespół Elektrowni Wodnych Niedzica S.A.

## Korzyści
Zapora zatrzymuje wody Dunajca i pełni funkcję przeciwpowodziową dla miejscowości leżących w dole rzeki. W dniu oficjalnego otwarcia obiektu, 9 lipca 1997, w trakcie tzw. powodzi tysiąclecia, zaobserwowana fala powodziowa była drugą pod względem wysokości, po fali z największej powodzi w latach międzywojennych w 1934.
Budowa zapory pozwoliła również na dostarczenie wody pitnej do pobliskich miejscowości (przed budową zapory w tym rejonie występowały niedobory wody w okresie suszy). Ustabilizowała poziom rzeki, dzięki czemu tradycyjny spływ Przełomem Dunajca odbywa się bez przeszkód.

## Galeria

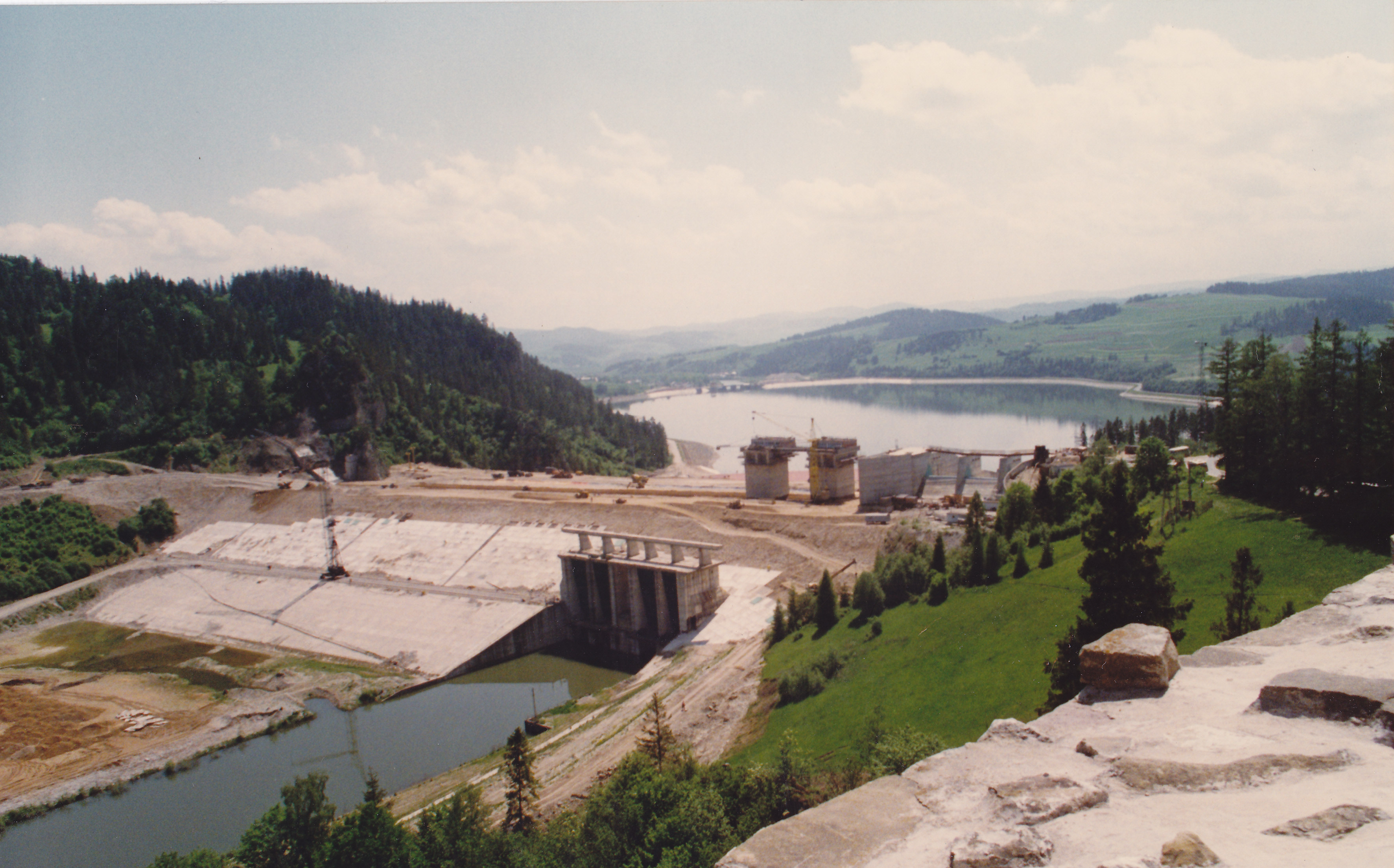
Budowa zapory (1994)
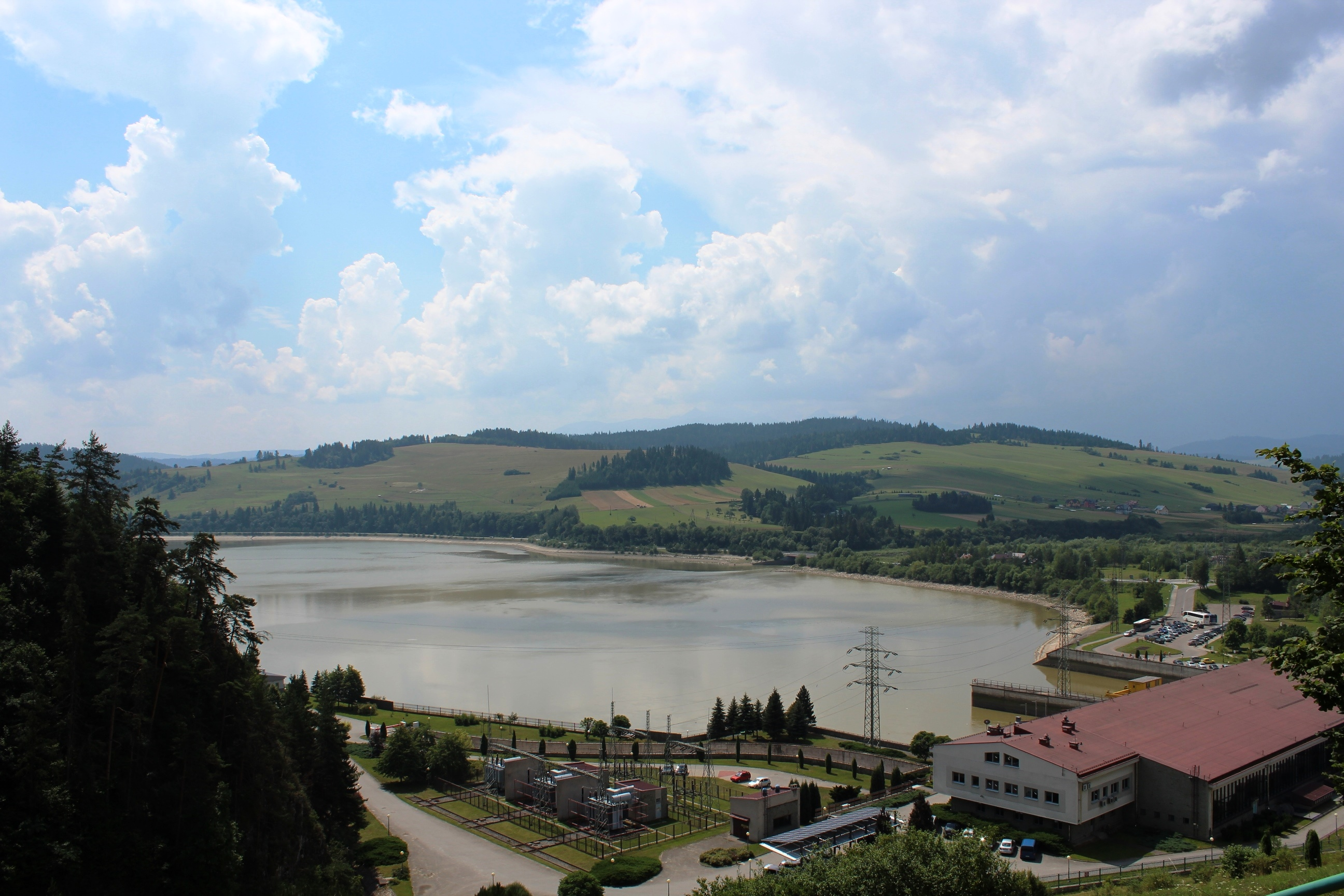
Budynek elektrowni widziany z lewego brzegu
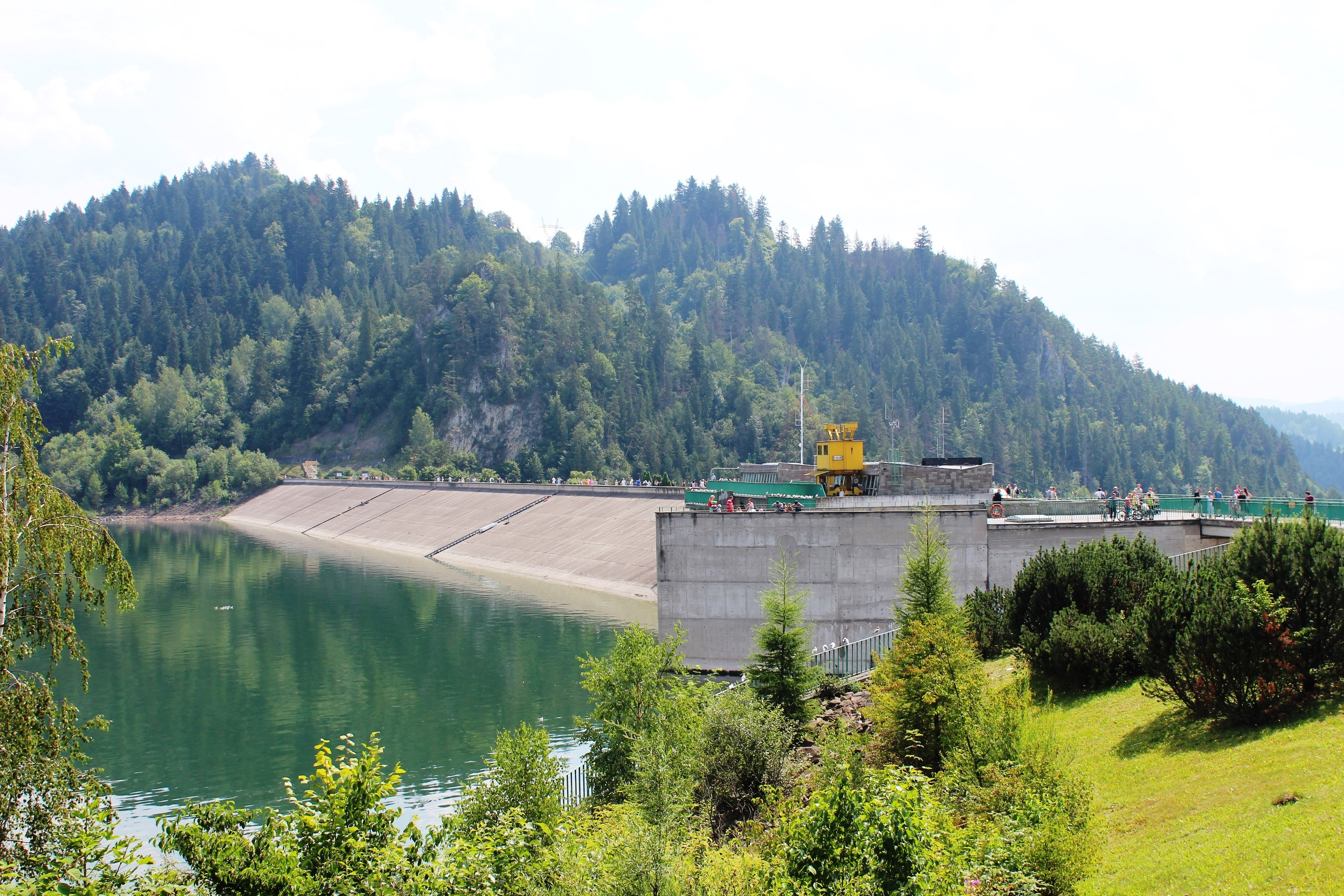
Zapora widziana z prawego brzegu
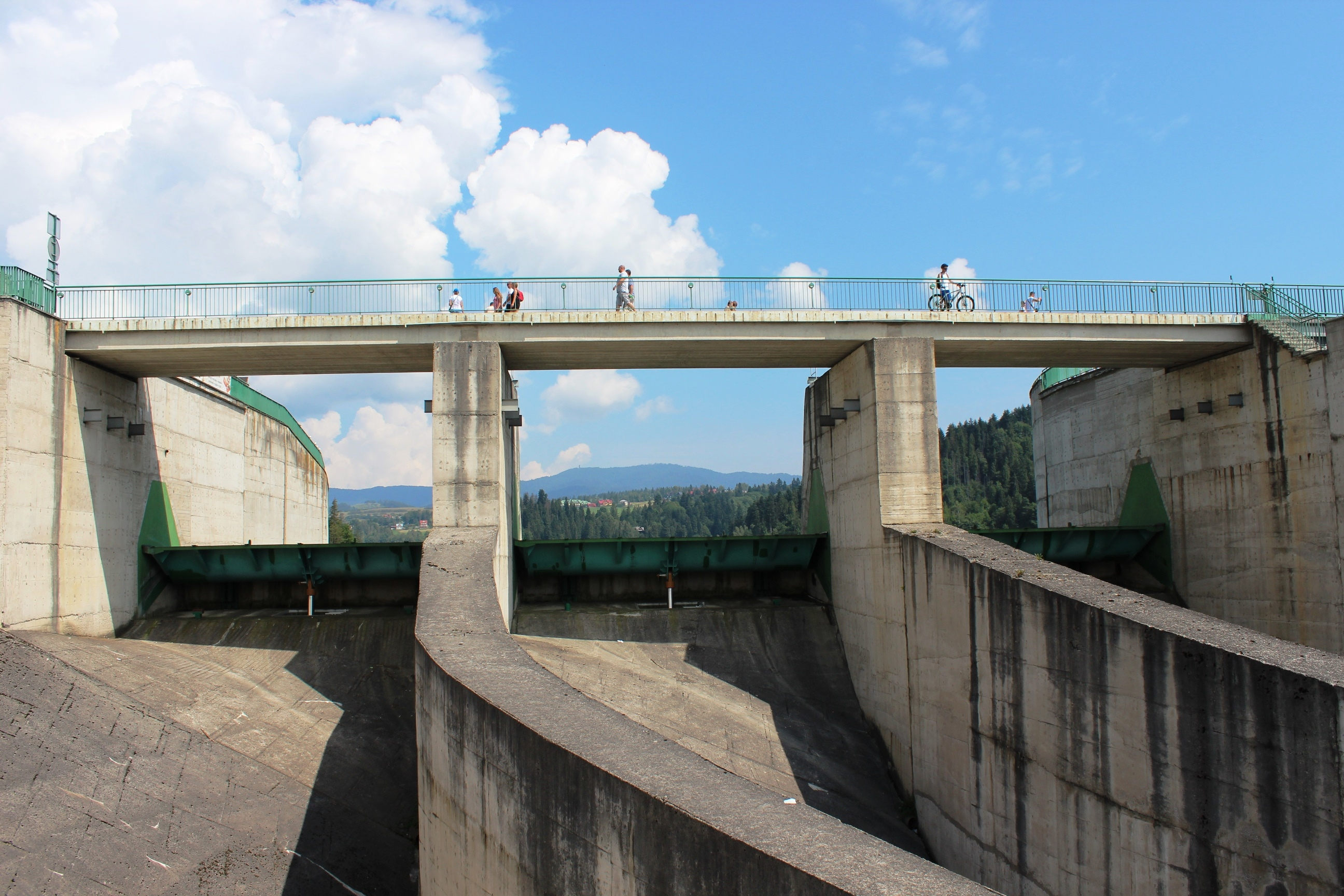
Kanał przelewowy zapory z mostem na koronie
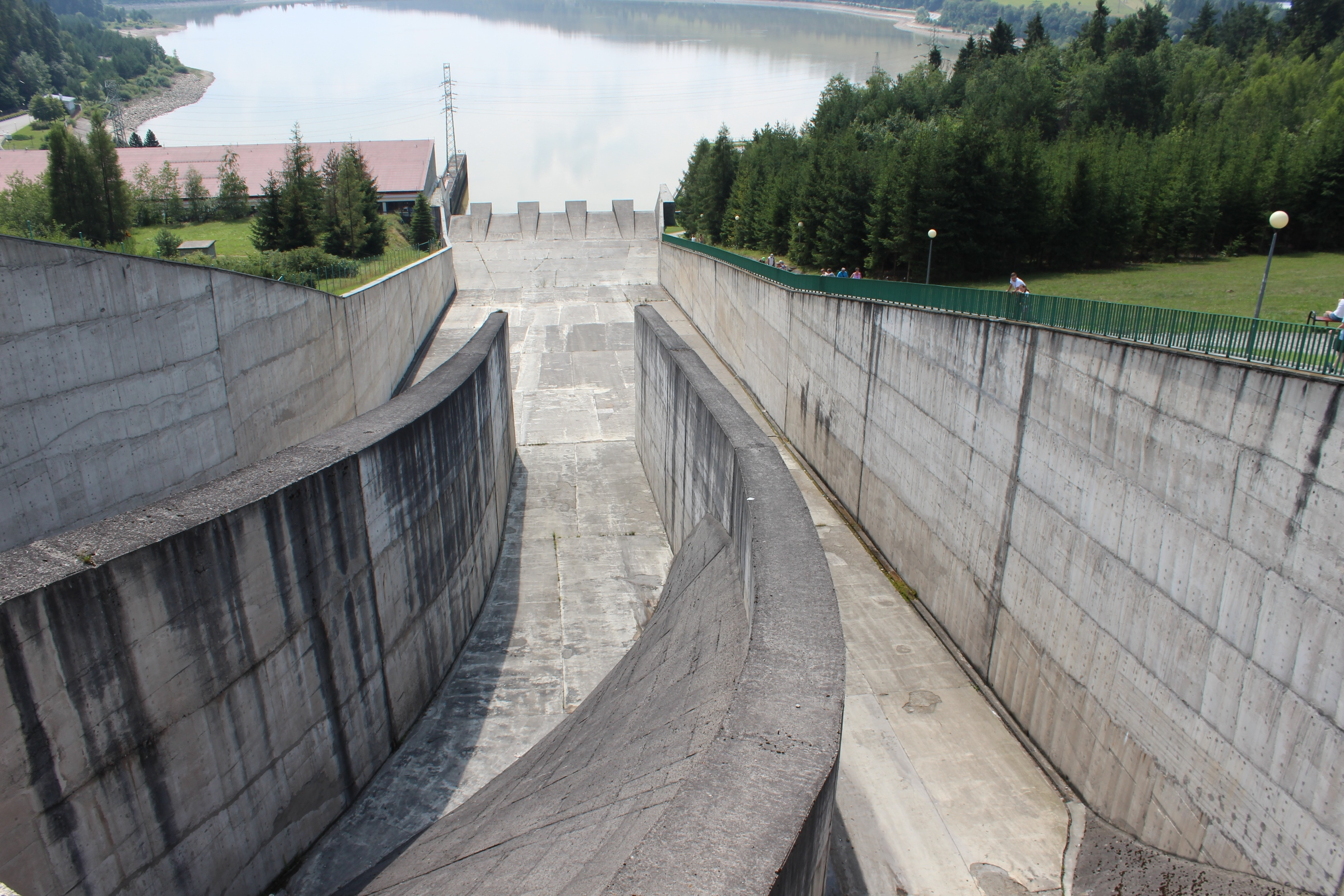
Kanał przelewowy zapory (widok z mostku na koronie)
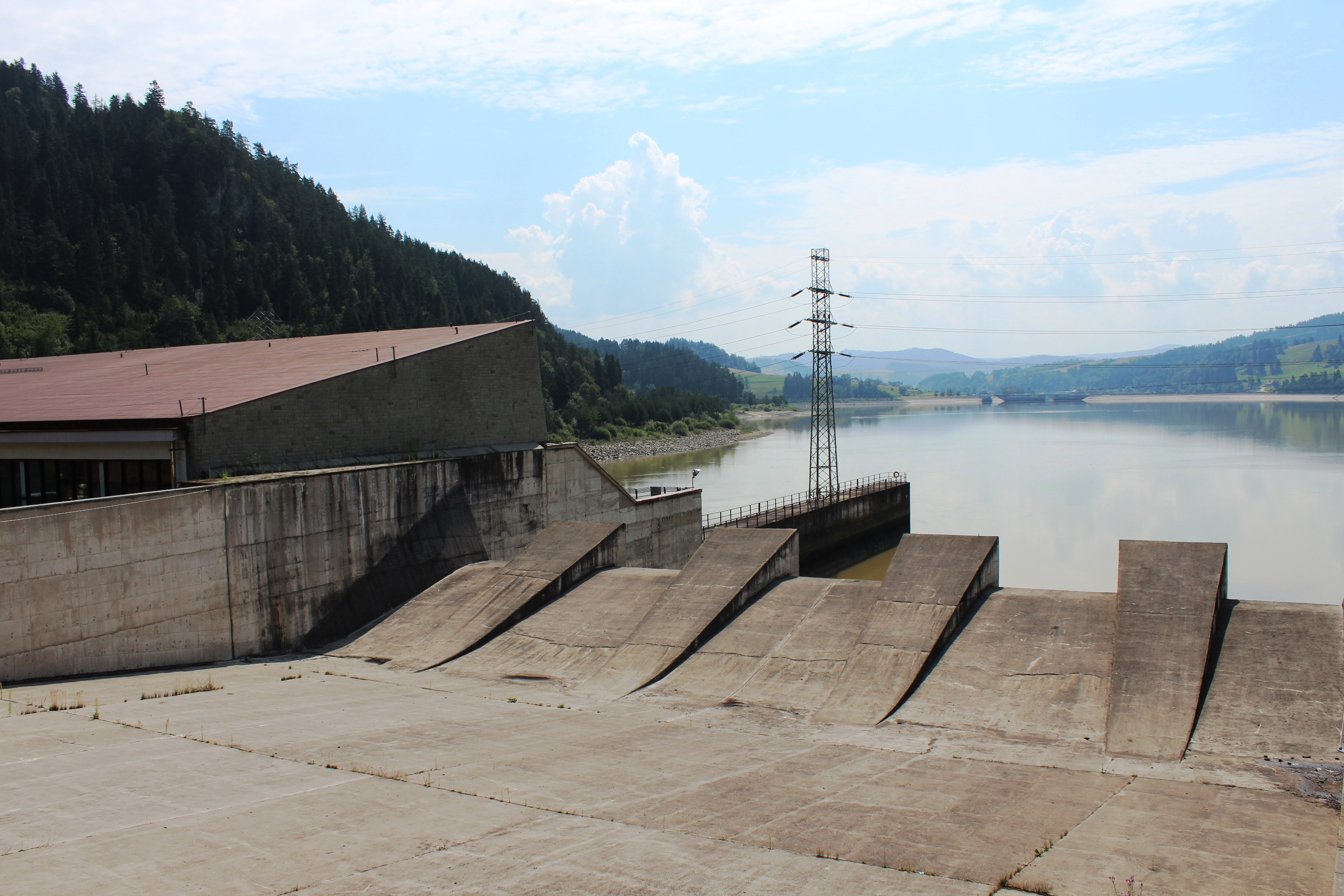
Kanał przelewowy zapory
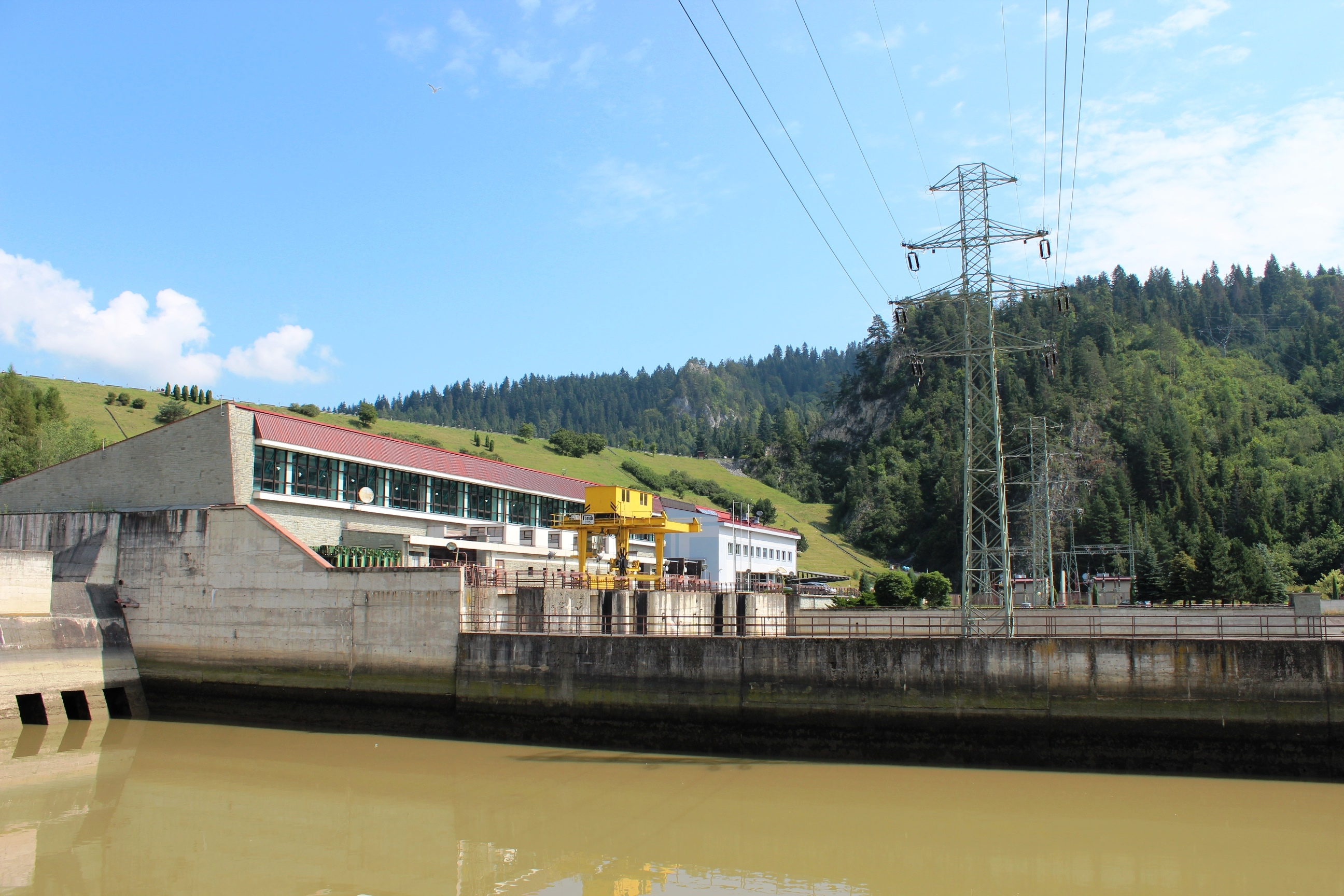
Budynek elektrowni wodnej
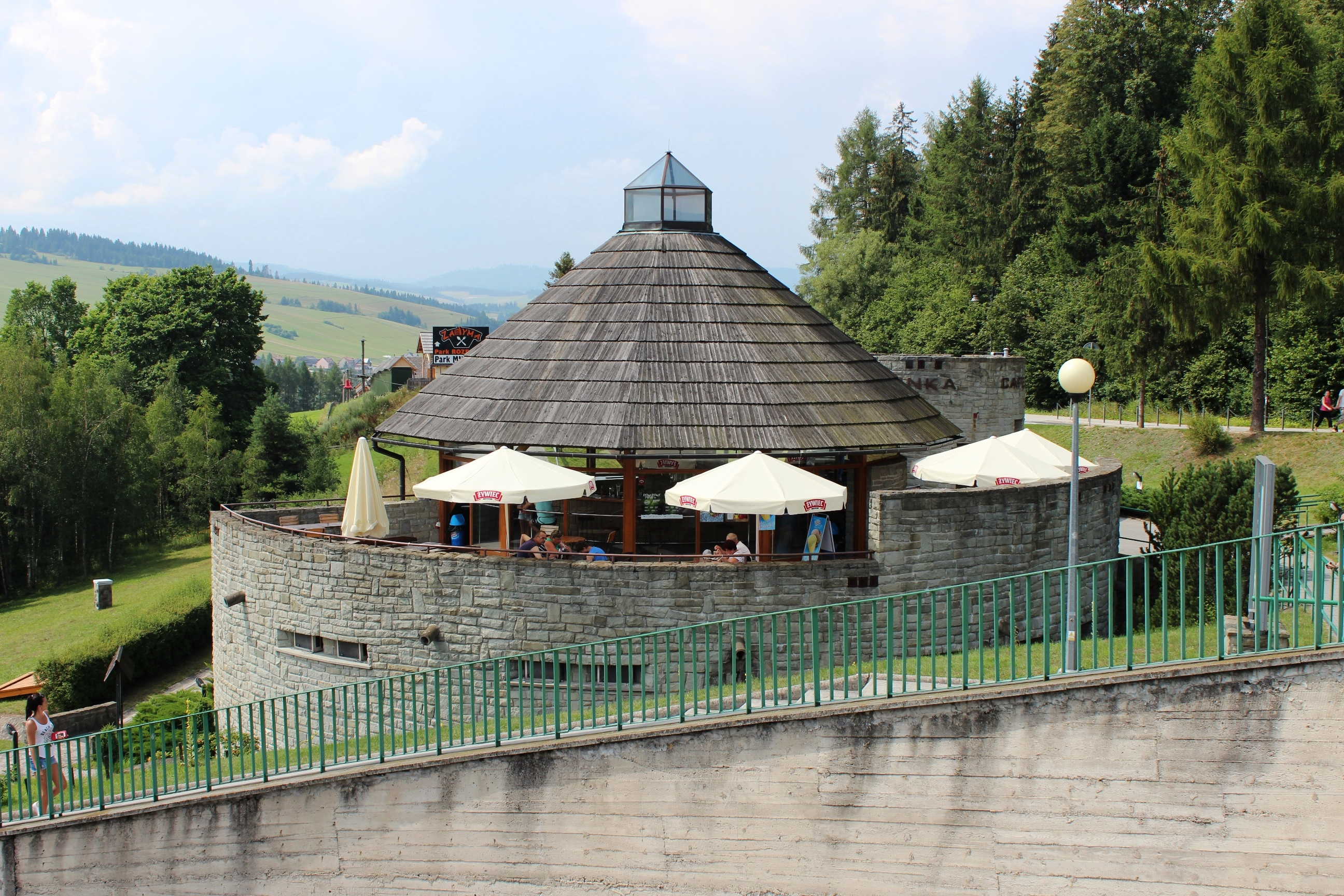
Kawiarnia Cafe Turbinka
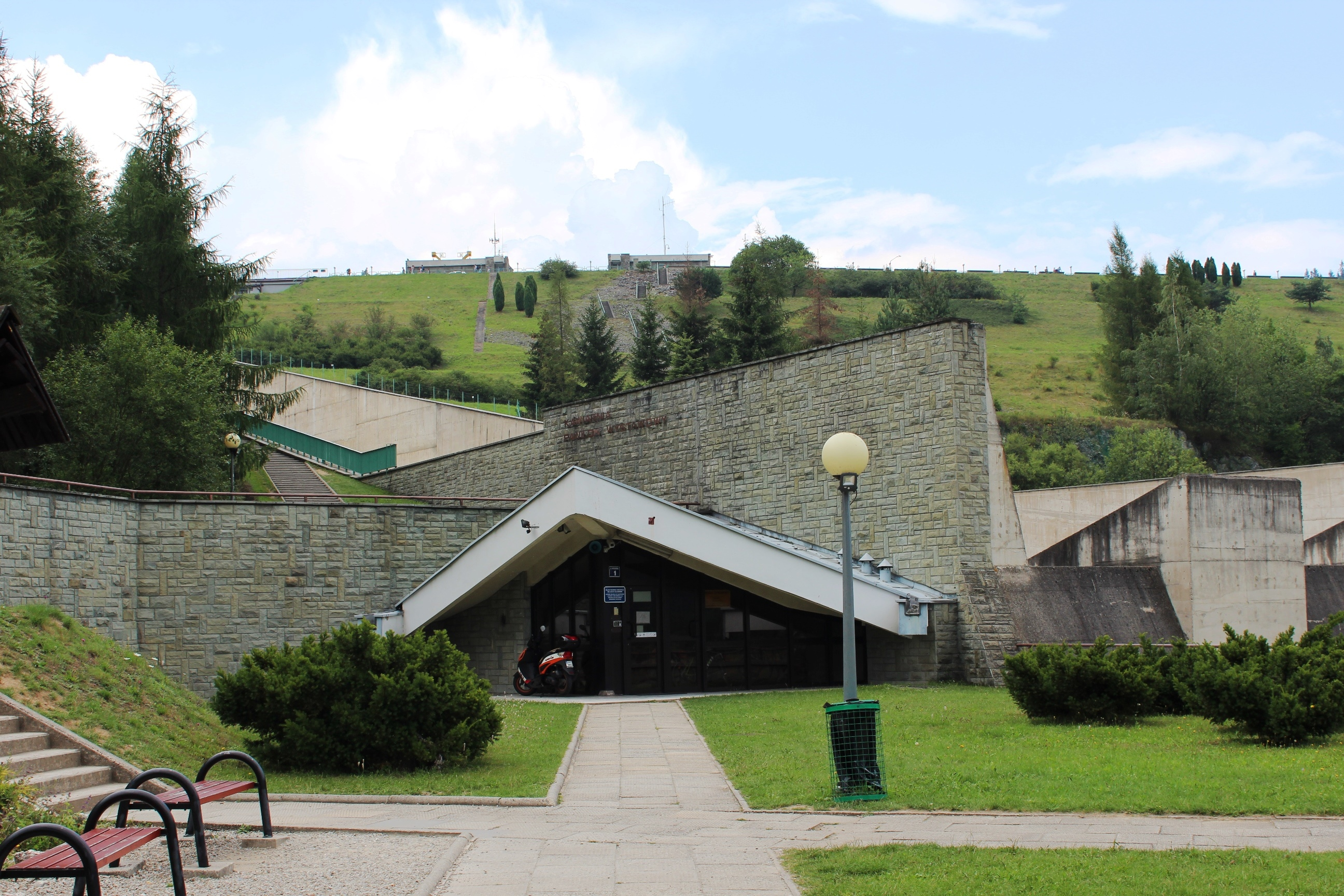
Wejście na teren zapory i elektrowni
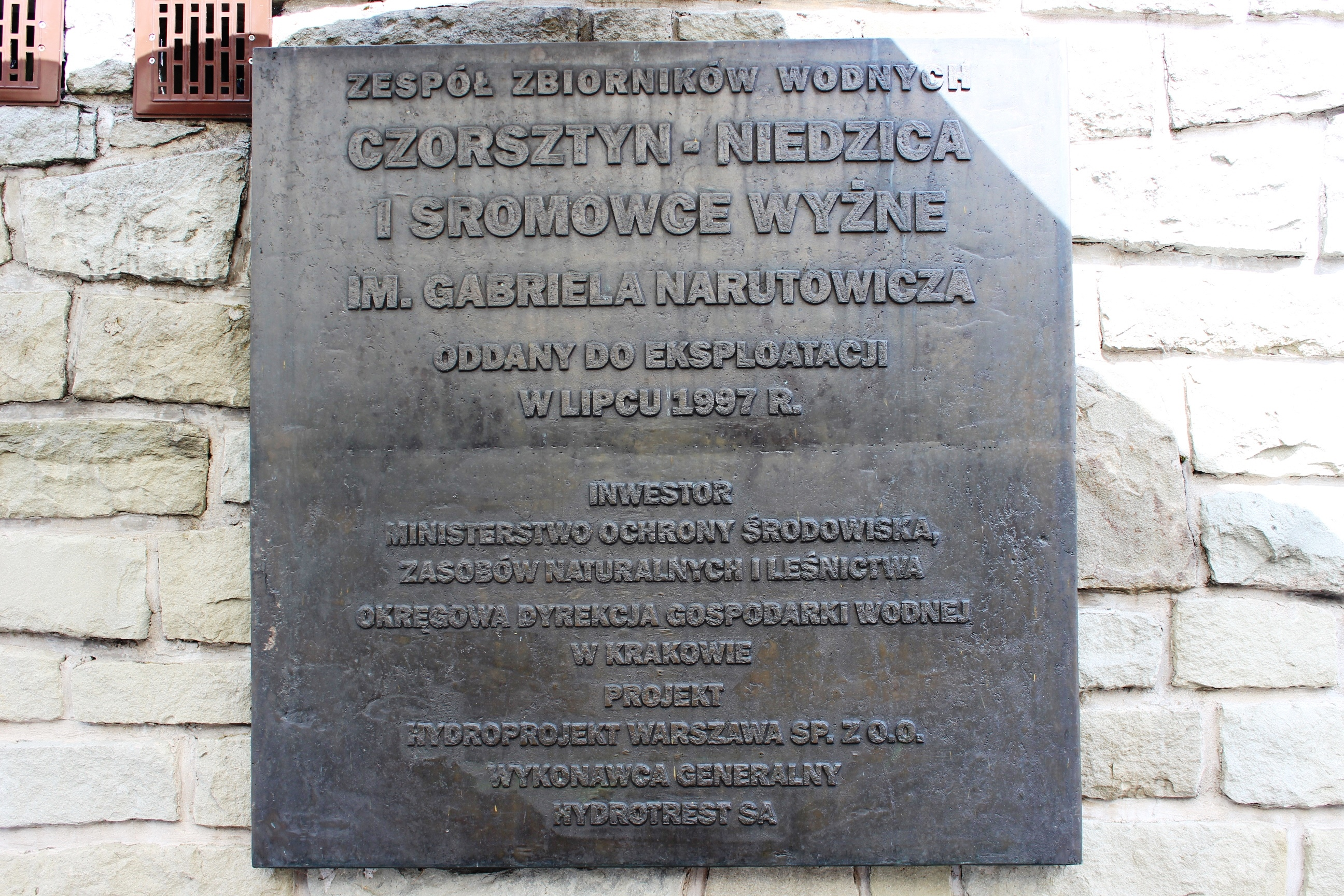
Tablica pamiątkowa z otwarcia obiektu
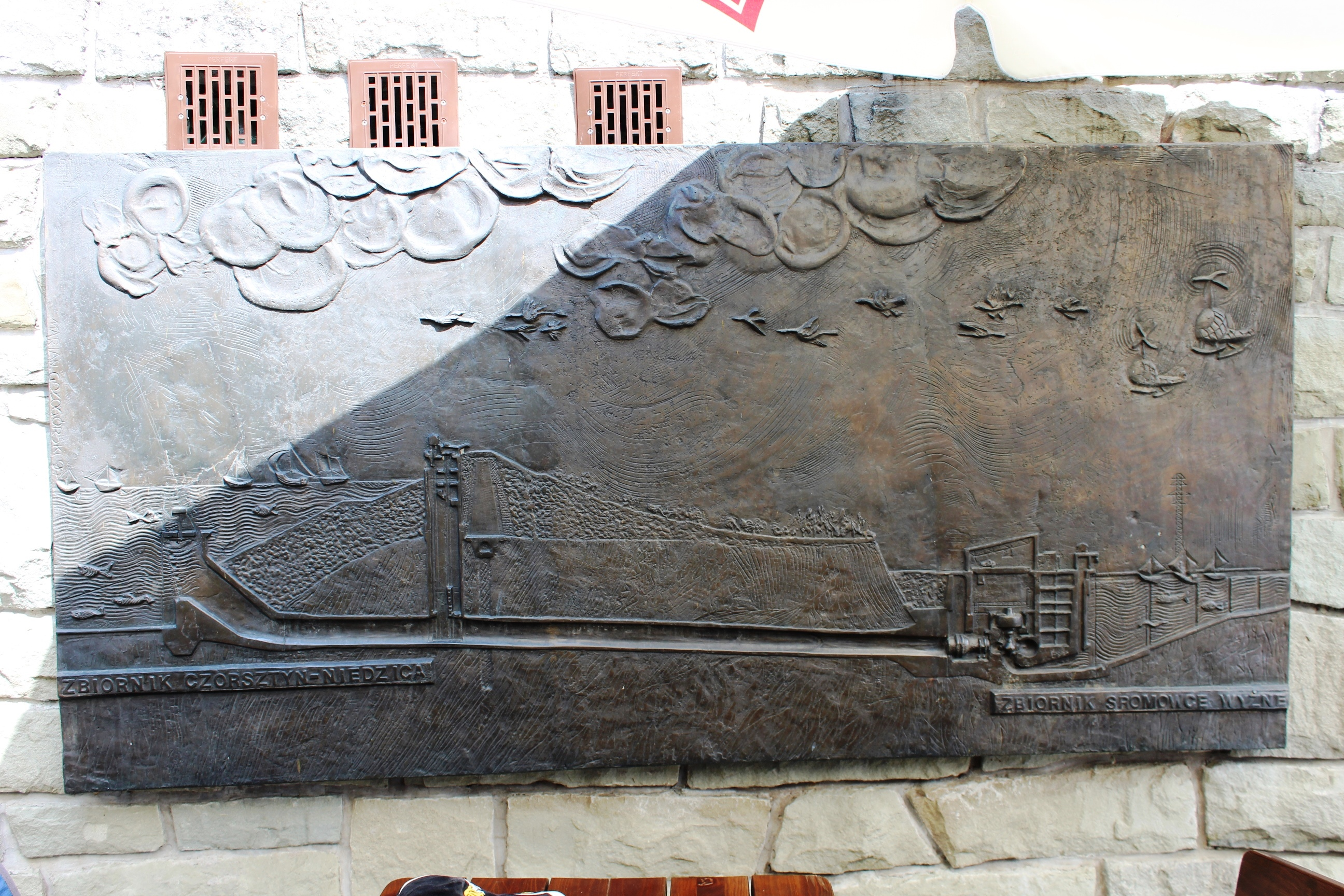
Płaskorzeźba ze schematem zapory
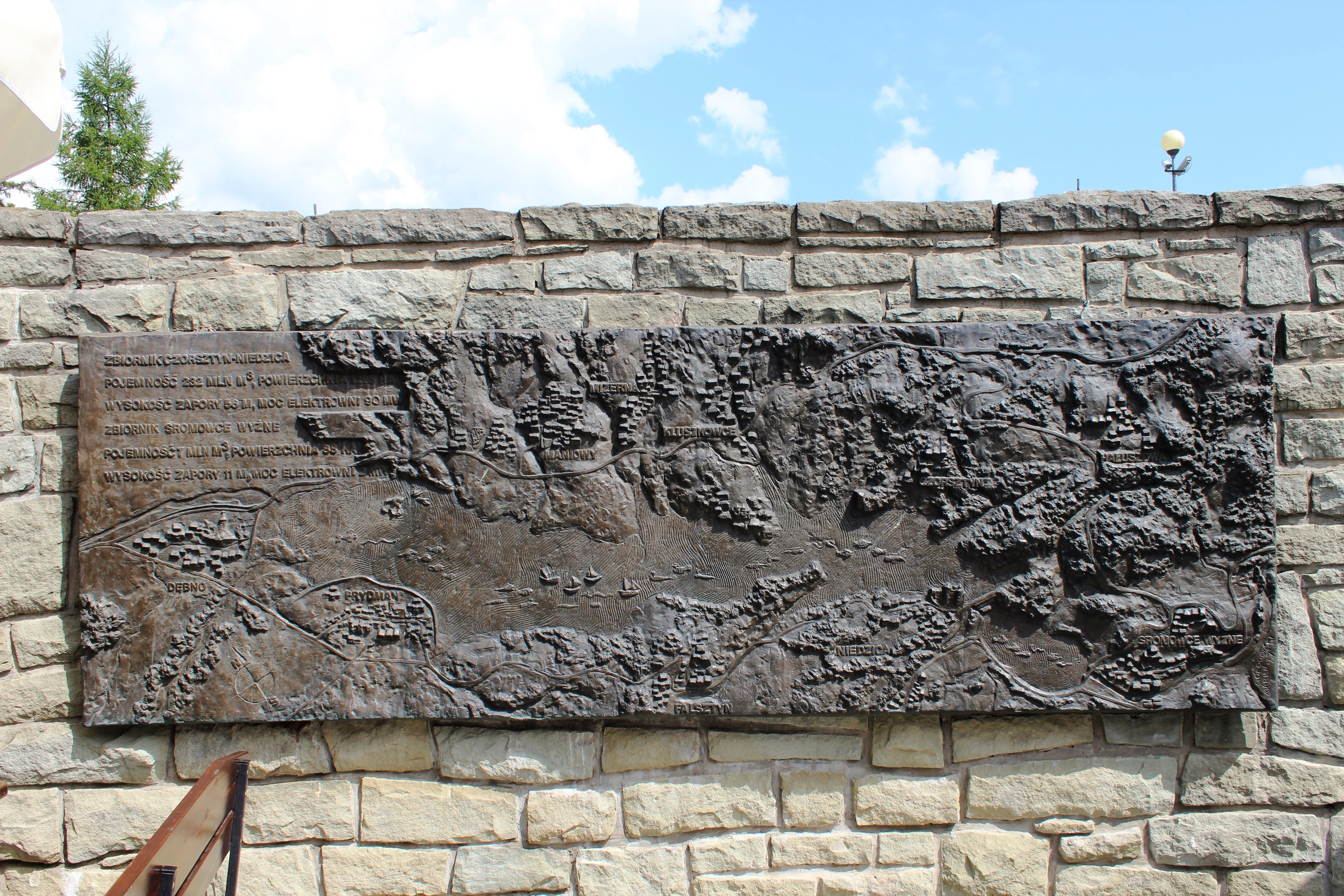
Płaskorzeźba z mapą jeziora